# Rahden (Ortschaft)
Rahden ist eine Ortschaft der gleichnamigen Stadt Rahden im Kreis Minden-Lübbecke in Nordrhein-Westfalen.
Der Ort hat rund 4700 Einwohner und ist damit von der Einwohnerzahl der größte Ortsteil der Stadt Rahden. Die Ortschaft Rahden verfügt über verschiedene öffentlichen Einrichtungen wie Rathaus, weiterführende Schulen, Stadtbücherei, Stadtsporthalle und Bahnhof. Allerdings liegt die Ortschaft nicht zentral, sondern am südlichen Rand der Gesamtstadt, was sich daraus begründet, dass das historische Amt Rahden Gebiete umfasste, die 1973 an die Stadt Espelkamp angegliedert wurden (z. B. das Gebiet des heutigen Espelkamp-Zentrums).

## Geschichte

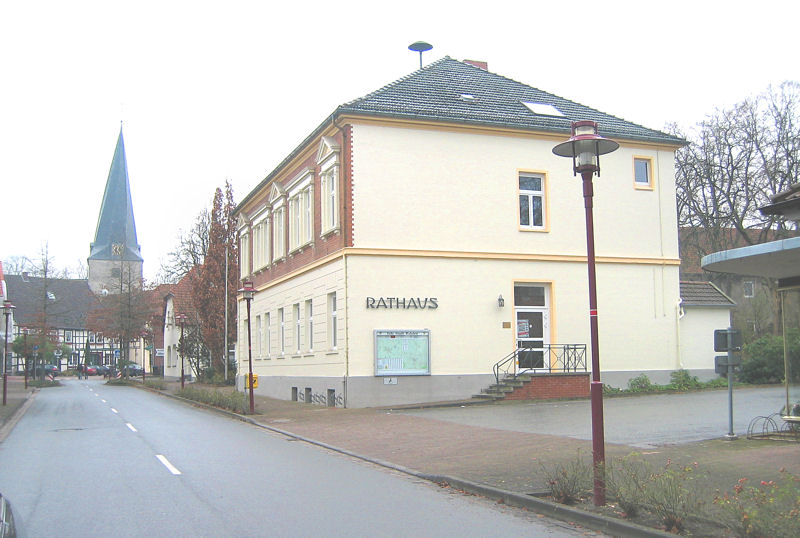
Rathaus der Stadt Rahden

Die heutige Ortschaft Rahden war bis zum 31. Dezember 1972 eine Gemeinde im Amt Rahden des Kreises Lübbecke. Der heutige Innenstadtbereich entwickelte sich bereits mit dem Bau der St.-Johannis-Kirche im Jahr 1353 zum Handelszentrum für die umliegenden Dörfer. Bis zum Jahr 1910 gehörte Rahden zur Gemeinde Großendorf, zu der auch die Gebiete der Stadtteile Espelkamp Zentrum und Altgemeinde Espelkamp der heutige Stadt Espelkamp gehörten. Im Jahr 1910 wurde Großendorf in die beiden Gemeinden Rahden und Espelkamp aufgespalten. Ab da entwickelte sich einerseits die Gemeinde Rahden und andererseits die Gemeinde Espelkamp, die 1959 das Stadtrecht erhielt und 1966 aus dem Amt Rahden ausschied. Aufgrund des Bielefeld-Gesetzes schlossen sich am 1. Januar 1973 die Gemeinden des verbliebenen Amtes Rahden zur Stadt Rahden zusammen.

## Geografie

### Geografische Lage
Die Ortschaft Rahden liegt im südlichen Teil des Stadtgebiets und grenzt im Süden an die „Altgemeinde“ der Stadt Espelkamp. Im Westen grenzt die Ortschaft Varl, im Osten und Nordosten die Orte Tonnenheide und Wehe. Im Norden geht Rahden nahtlos, und für den Fremden kaum merklich, in die Ortschaft Kleinendorf über. Kleinendorf ist mittlerweile das Hauptsiedlungsgebiet der Stadt Rahden, wohingegen im Zentrum vielfach Handel und Gewerbe angesiedelt ist.